# Rex (parti politique)
Vous pouvez aider à l'améliorer ou bien discuter des problèmes sur sa page de discussion.
- Il ne cite pas suffisamment ses sources. Vous pouvez indiquer les passages à sourcer avec {{référence nécessaire}} ou {{Référence souhaitée}}, et inclure les références utiles en les liant aux notes de bas de page. (Marqué depuis avril 2009)
- Il doit être recyclé. La réorganisation et la clarification du contenu sont nécessaires. (Marqué depuis janvier 2014)

- Archive Wikiwix
- Bing
- Cairn
- DuckDuckGo
- E. Universalis
- Gallica
- Google
- G. Books
- G. News
- G. Scholar
- Persée
- Qwant
- (zh) Baidu
- (ru) Yandex
- (wd) trouver des œuvres sur Wikidata

Le Front populaire de Rex, plus couramment appelé Rex, est un ancien mouvement politique d'extrême droite, nationaliste et antibolchévique belge, actif entre les années 1930 et 1945. Il était proche du fascisme italien, du phalangisme en Espagne ou de la Garde de fer de Corneliu Zelea Codreanu en Roumanie, puis après 1941, du nazisme.
Issu des éditions catholiques Rex, dont Léon Degrelle prit la direction en 1930, le rexisme devint un mouvement politique indépendant à la charnière des années 1935 et 1936 pour devenir le plus dangereux rival du Parti catholique, lors des élections législatives du 24 mai 1936. Après un succès électoral de grande ampleur en 1936, le mouvement rexiste subit une lourde défaite le 11 avril 1937, lorsque Léon Degrelle fut battu par le Premier ministre Paul Van Zeeland lors d'une élection législative partielle à Bruxelles. Marginalisé dans la vie politique belge et en proie à de graves divisions internes, Rex entre progressivement dans une dynamique de plus en plus fasciste et demeure le symbole de la collaboration belge avec l'occupant allemand.

## Idéologie
Se fondant sur le traditionalisme clérical et se réclamant de l'enseignement de l'Église catholique, malgré la ferme opposition de l'épiscopat belge, l'idéologie du rexisme appelait au « renouveau moral » de la société belge, en aspirant au départ à la formation d'un État corporatiste et à l'amendement de la démocratie en recourant au renforcement de l'exécutif. Mouvement profasciste, il tire son nom de la maison d'édition  du Parti Catholique Belge, fondée en 1926 qui utilise l'expression « Rex » en référence à l'encyclique Quas primas de Pie XI, qui prônait la royauté sociale du Christ (Christus-Rex). Le mouvement a aussi des aspirations irrédentistes, voulant notamment recréer les Pays-Bas Bourguignons. 
Le mouvement rexiste attira des partisans principalement parmi les Wallons et les Bruxellois francophones tout en essaimant quelque peu au Nord du pays, parmi les francophones de Flandre. Mais dans cette dernière région, il subissait la concurrence d'un autre mouvement d'extrême droite : le Vlaams-Nationaal Verbond (VNV).
Le mouvement tomba dans le collaborationnisme lors de l'invasion allemande à l'aube du 10 mai 1940, notamment au travers d'une division SS.
Parmi les membres les plus influents du parti, il y avait Léon Degrelle (chef du mouvement), mais aussi d'autres personnalités telles que José Streel, Jean Denis, Louis Collard, Joseph Pévenasse, Raphaël Sindic, Paul De Mont ou encore Victor Matthys. Ce dernier devient, dès 1941 avec le départ de Léon Degrelle sur le front de l'Est, le chef ad-interim du mouvement.

## Histoire
Rex s'établit pour de bon en tant que formation politique distincte à l'approche du printemps 1936, année où il allait obtenir lors des élections du 24 mai, 21 sièges (sur 202) à la Chambre des représentants (soit 11% des suffrages). Assez rapidement, après l'arrivée au pouvoir d'Adolf Hitler en Allemagne, il commença à s'aligner progressivement sur les positions géopolitiques allemandes et à incorporer à partir de l'été 1937, un antisémitisme inspiré par les idées d'Action française mais faisant le jeu de son pendant nazi. En outre, il reçoit des subsides du régime fasciste de Mussolini, surtout en 1936-1937, moment de l'apogée du mouvement en Belgique.
Au début de l'Occupation, achevant sa mue fascisante, le rexisme s'aligna sur les positions de l'occupant allemand et en vint à radicaliser son engagement face aux réticences de l'establishment belge pour lui concéder une part d'influence politique et sociale. En janvier 1941, poussant le cri de : Heil Hitler! tant dans les colonnes de son journal, Le Pays réel, qu'au palais des sports de Liège, Degrelle brûlait en quelque sorte ses vaisseaux et optait pour une sorte de fuite en avant. Dès le déclenchement de l'opération Barbarossa, la Legioen Vlaanderen et la Légion belge Wallonie – deux formations militarisées, composées de volontaires et levées avec l'autorisation de l'occupant – envoyèrent respectivement, au départ, 405 (6 août 1941) et 875 hommes (8 août 1941) pour combattre les troupes soviétiques[réf. nécessaire]. D'autres détachements suivront, et la Légion belge Wallonie, devenue en juin 1943 une Brigade SS puis, tardivement, la 28e SS-Division « Wallonien » finira par entraîner à sa suite près de 7 800 hommes.
Durant l'occupation, les rexistes s'infiltrèrent dans les parastataux — autrement dit les organismes belges dits « d'intérêts public » — d'Ordre nouveau, noyautèrent les administrations publiques, se hissant à la tête des principales villes et des provinces de Wallonie. D'autres, glissant dans des officines paramilitaires (comme la Garde wallonne) et para-policières (comme le Département Sécurité et Information) servirent d'auxiliaires à l'occupant, allant jusqu'à assassiner des personnes soupçonnées d'adhésion à la franc-maçonnerie ou de sympathies pour la résistance, comme l'ancien gouverneur de Namur, François Bovesse, le chanoine Pierre Harmignie, le bourgmestre Georges Pètre[réf. nécessaire]…
À la chute du Troisième Reich, L. Degrelle s'enfuit en avion de Norvège vers l'Espagne du generalísimo Francisco Franco. Il fut jugé pour trahison envers la Belgique et fut condamné à mort par contumace, mais plusieurs demandes d'extradition formulées à l'Espagne furent rejetées. Degrelle mourut à Malaga en 1994.
La pensée rexiste n’est pas éteinte aujourd’hui, et des mouvements tels que le Front de la jeunesse, ensuite incorporés dans le Front national belge disparu en 2012, en sont les premiers héritiers.